# Besencens
Besencens (toponimo francese) è una frazione di 154 abitanti del comune svizzero di Saint-Martin, nel Canton Friburgo (distretto della Veveyse).

## Storia

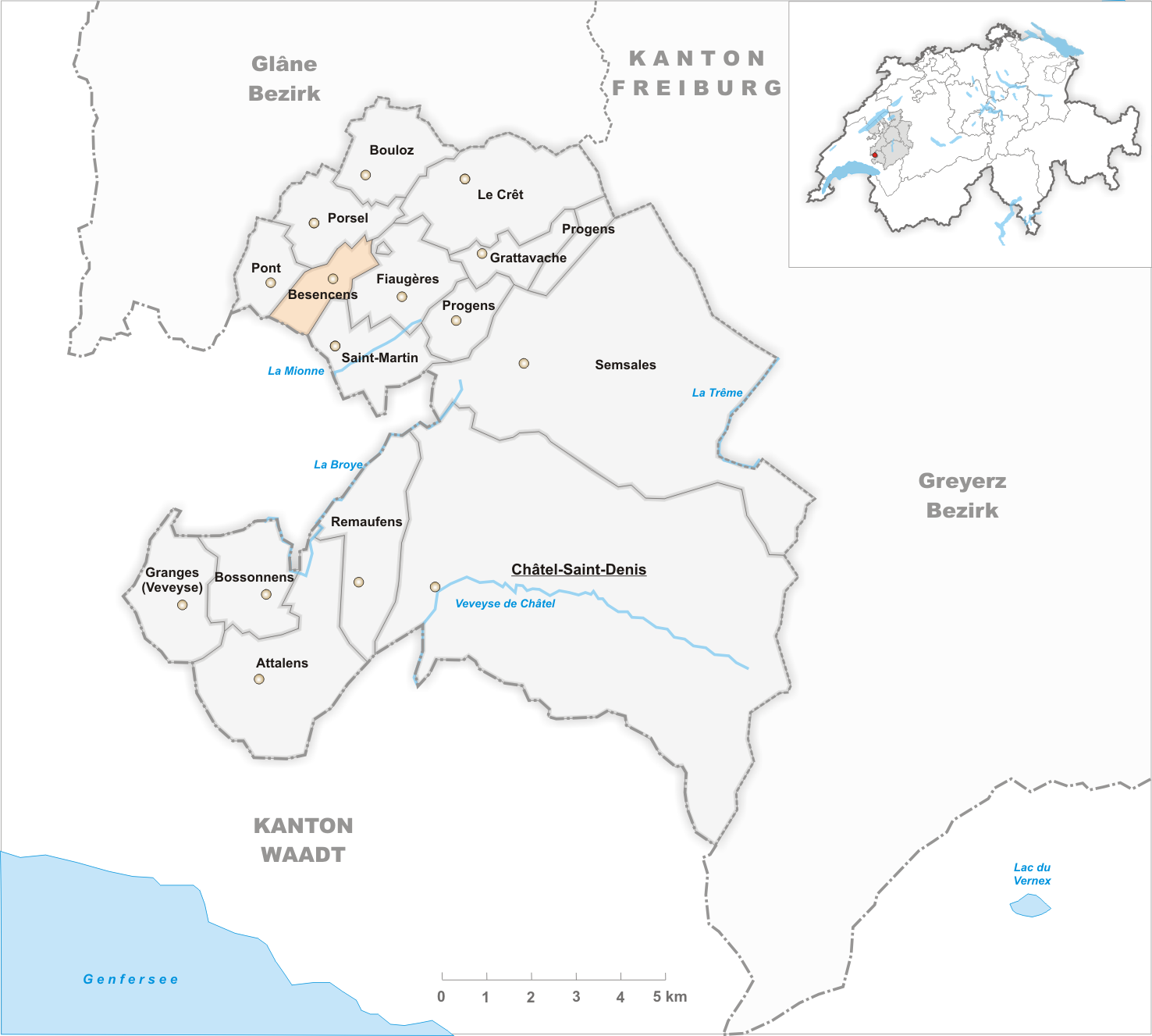
Il territorio del comune di Besencens prima degli accorpamenti comunali del 2004

Già comune autonomo istituito nel 1763 per scorporo da quello di Fiaugères, il 1º gennaio 2004 è stato accorpato a Saint-Martin assieme all'altro comune soppresso di Fiaugères.

## Società

### Evoluzione demografica
L'evoluzione demografica è riportata nella seguente tabella:
Abitanti censiti

## Amministrazione
Ogni famiglia originaria del luogo fa parte del comune patriziale che ha la responsabilità della manutenzione di ogni bene comune.